# Wilbert Brown
Pour les articles homonymes, voir Brown.
Wilbert Clif Brown né le 14 juin 1984 à Ferndale aux États-Unis, est un joueur américain de basket-ball évoluant aux postes d'ailier et d'ailier fort.

## Biographie
Le 7 juillet 2014, il signe au Portel. Le 26 octobre, il est libéré par son club.
En novembre 2015, il renforce l'équipe de l'Aurore de Vitré en troisième division mal en point avec seulement deux victoires.
Son arrivée permet au club de s'extirper de la zone de relégation et d'assurer son maintien en NM1. 
À la fin de la saison, il est élu meilleur ailier fort de la division avec 22,8 points de moyenne par match.
En 2016-2017, il joue avec Charleville-Mézières en Pro B. Il est le meilleur marqueur de Nationale 1 l'année précédente.

## Statistiques

### Universitaires
Les statistiques en matchs universitaires de Wilbert Brown sont les suivants :
| Année     | Équipe     | Matches | Titul. | Min./m. | %tir | %3pts | %l-f | rbds/m. | pass/m. | int/m. | ctr/m. | pts/m. |
| --------- | ---------- | ------- | ------ | ------- | ---- | ----- | ---- | ------- | ------- | ------ | ------ | ------ |
| 2002-2002 | Kent State | 19      | 0      | 6,9     | 65,8 | 33,3  | 72,7 | 1,32    | 0,11    | 0,16   | 0,00   | 3,21   |
| 2003-2004 | Kent State | 30      | 5      | 11,8    | 38,7 | 26,9  | 73,5 | 2,87    | 0,27    | 0,23   | 0,17   | 5,10   |
| 2005-2006 | Niagara    | 29      | 15     | 31,1    | 39,7 | 31,7  | 81,2 | 8,17    | 1,31    | 1,07   | 0,21   | 14,55  |
| 2006-2007 | Niagara    | 33      | 33     | 33,7    | 40,4 | 35,7  | 74,8 | 9,73    | 0,85    | 0,79   | 0,30   | 16,33  |
| Total     |            | 111     | 53     | 22,5    | 40,9 | 33,2  | 76,7 | 6,03    | 0,68    | 0,60   | 0,19   | 10,59  |

## Palmarès
- Meilleur marqueur de Pro B en 2012-2013 avec Aix-Maurienne
- Meilleur marqueur et meilleur ailier fort de Nationale masculine 1 2015-2016 avec Vitré